# محافظة رايونغ
محافظة رايونغ أو تنطق رايونق (بالتايلندية: ระยอง)‏ و(بالإنجليزية: Rayong)‏ هي واحدة من محافظات تايلاند الخمس والسبعين تجاور محافظات محافظة تشونبوري وتشاينات ومحافظة تشانثابوري وتقع على خليج تايلاند.

## الجغرافيا
المحافظة تتألف معضمها من سهول ساحلية منخفضة وعدة جزر في خليج تايلاند تنتمي للمحافظة بما في ذلك جزيرة كوسميت التي تعتبر من أهم وجهات السفر السياحية في تايلاند.

## التقسيمات الادارية
تنقسم المقاطعة ل 8 مقاطعات وتنقسم هذه المقاطعات إلى 58 مقاطعة فرعية (بلدية) و 388 قرية.
| 1. موينج رايونغ 2. بان تشانغ 3. كلاينج 4. وانغ تشان 5. بان خاي 6. بليك داينج | 1. كوه جامو 2. ناخوم فيتان |

## أعلام
- مايكل تشاتورانتابوت